# Кинг, Эндрю (менеджер)
Эндрю Кинг (англ. Andrew King, род. 1948, Великобритания) — английский музыкальный менеджер, один из основателей компании Blackhill Enterprises, которая управляла делами группы Pink Floyd и других британских артистов.
Эндрю Кинг, Питер Дженнер и четыре первоначальных участника группы Pink Floyd (Сид Барретт, Ник Мейсон, Роджер Уотерс и Ричард Райт) были сооснователями компании Blackhill Enterprises, с равноправными долями. Под руководством Дженнера и Кинга Pink Floyd начали интегрироваться в лондонскую андеграундную музыкальную сцену, в частности регулярно выступая в London Free School в Ноттинг-Хилле. Также они организовали для группы концерт «Games for May» в лондонском Куин Элизабет Холле 12 мая 1967 года. В 1968 году, после ухода Сида Барретта из Pink Floyd, Дженнер и Кинг прекратили сотрудничество с Pink Floyd и продолжили работать менеджерами Барретта и других британских рок-групп.
Среди исполнителей, менеджером которых был Кинг после закрытия Blackhill Enterprises в начале 1980-х, фигурирует Иэн Дьюри.
Кинг был одним из сооснователей интернет-радио TotalRock, ориентированного на музыку в стиле хард-рок и хэви-метал. Диджеем станции был Томми Вэнс, а продюсером — Тони Уилсон.
В 2006 году Кинг стал лауреатом премии BACS Gold Badge Award и членом правления PRS for Music Limited.

## Личная жизнь
Кинг отец троих детей — сына и двух дочерей. Одна из них, Ианта, закончила Оксфордский университет.